# 相川英明
相川 英明（あいかわ ひであき、1967年9月11日 - ）は、神奈川県横浜市出身の元プロ野球選手（投手）。

## 来歴・人物
小学校時代はソフトボール選手だった。
横浜高校では、1年下の斎藤一也（亜大－熊谷組－シダックス）と投の二本柱を組み活躍。1985年の春の選抜に四番打者として出場。1回戦で相川が倉敷商を完封するが、続く2回戦では報徳学園の猛打を浴び、エース松田慎司に抑えられ敗退。同年の春季関東大会決勝に進み、帝京高の小林昭則と投げ合う。相川から斎藤に継投するが、乱打戦の末に9回サヨナラ負けを喫する。夏の甲子園県予選でも決勝に進み、藤嶺藤沢高と対戦するが、故障で一塁手に回った相川に代わって先発した斎藤が打たれ逆転負け、甲子園には出場できなかった。
同年のドラフト5位で指名され、当時の横浜大洋ホエールズに入団。大きなカーブやナックルとキレの良い直球を武器に、1年目の1986年から一軍デビューを果たす。他にスライダー、決め球として、フォークボールも使っていた。6月からは先発も経験し、同年は4勝0敗の好成績を挙げる。1987年には5月から先発陣の一角として起用され、6月にはプロ初完封勝利。1988年にも自己最多の5勝を記録した。しかしその後は一軍での登板機会が減少する。1990年にはイースタン・リーグで10勝4敗と最多勝を挙げるが、1993年限りで現役引退。その後同チームで打撃投手を1年務めて退団。

## 詳細情報

### 年度別投手成績
| 年 度     | 球 団     | 登 板 | 先 発 | 完 投 | 完 封 | 無 四 球 | 勝 利 | 敗 戦 | セ 丨 ブ | ホ 丨 ル ド | 勝 率 | 打 者 | 投 球 回 | 被 安 打 | 被 本 塁 打 | 与 四 球 | 敬 遠 | 与 死 球 | 奪 三 振 | 暴 投 | ボ 丨 ク | 失 点 | 自 責 点 | 防 御 率 | W H I P |
| --------- | --------- | ----- | ----- | ----- | ----- | -------- | ----- | ----- | -------- | ----------- | ----- | ----- | -------- | -------- | ----------- | -------- | ----- | -------- | -------- | ----- | -------- | ----- | -------- | -------- | ------- |
| 1986      | 大洋      | 25    | 8     | 1     | 0     | 0        | 4     | 0     | 0        | --          | 1.000 | 253   | 59.2     | 64       | 7           | 17       | 1     | 3        | 32       | 2     | 1        | 29    | 28       | 4.22     | 1.36    |
| 1987      | 大洋      | 24    | 12    | 1     | 1     | 0        | 3     | 5     | 0        | --          | .375  | 337   | 77.1     | 84       | 8           | 26       | 0     | 4        | 41       | 1     | 0        | 36    | 34       | 3.93     | 1.42    |
| 1988      | 大洋      | 17    | 16    | 1     | 0     | 0        | 5     | 8     | 0        | --          | .385  | 311   | 72.0     | 69       | 5           | 36       | 1     | 1        | 47       | 1     | 1        | 41    | 39       | 4.88     | 1.46    |
| 1989      | 大洋      | 8     | 0     | 0     | 0     | 0        | 0     | 0     | 0        | --          | ----  | 44    | 10.1     | 7        | 2           | 9        | 0     | 0        | 9        | 0     | 0        | 8     | 7        | 6.10     | 1.55    |
| 1991      | 大洋      | 1     | 0     | 0     | 0     | 0        | 0     | 0     | 0        | --          | ----  | 6     | 1.0      | 2        | 0           | 1        | 0     | 0        | 1        | 0     | 0        | 1     | 1        | 9.00     | 3.00    |
| 通算：5年 | 通算：5年 | 75    | 36    | 3     | 1     | 0        | 12    | 13    | 0        | --          | .480  | 951   | 220.1    | 226      | 22          | 89       | 2     | 8        | 130      | 4     | 2        | 115   | 109      | 4.45     | 1.43    |

### 記録
- 初登板：1986年5月8日、対読売ジャイアンツ5回戦（後楽園球場）、7回裏に3番手で救援登板・完了、2回無失点
- 初奪三振：1986年5月13日、対読売ジャイアンツ6回戦（北九州市民球場）、8回裏に有田修三から
- 初勝利：1986年6月14日、対読売ジャイアンツ10回戦（後楽園球場）、4回裏1死に2番手で救援登板、3回2/3無失点
- 初先発：1986年6月19日、対広島東洋カープ13回戦（横浜スタジアム）、1/3回3失点
- 初先発勝利：1986年9月4日、対阪神タイガース22回戦（横浜スタジアム）、5回0/3を2失点
- 初完投勝利：1986年9月25日、対ヤクルトスワローズ24回戦（明治神宮野球場）、9回1失点
- 初完封勝利：1987年6月7日、対阪神タイガース8回戦（札幌市円山球場）

### 背番号
- 50 （1986年 - 1987年）
- 20 （1988年 - 1993年）
- 94 （1994年）